# Wereldkampioenschappen kunstschaatsen 1963
De Wereldkampioenschappen kunstschaatsen 1963 werden gevormd door vier toernooien die door de Internationale Schaatsunie werden georganiseerd.
Voor de mannen was het de 53e editie, voor de vrouwen de 43e, voor de paren de 41e en voor de ijsdansers de elfde editie. De kampioenschappen vonden voor de eerste keer plaats in Cortina d'Ampezzo, Italië. Italië was voor de tweede keer het gastland, in 1951 vonden de kampioenschappen (mannen, vrouwen en paren) in Milaan plaats.

## Deelname
Er namen deelnemers uit zestien landen deel aan deze kampioenschappen. Zij vulden 74 startplaatsen in. Voor Nederland kwam Sjoukje Dijkstra voor de achtste keer uit bij de vrouwen en was Wouter Toledo de eerste Nederlander die in het mannentoernooi uitkwam.
(Tussen haakjes het totaal aantal startplaatsen in de vier toernooien.)
| Verenigde Staten (12) Canada (11) West-Duitsland (7) Frankrijk (6) | Oostenrijk (6) Tsjecho-Slowakije (6) Verenigd Koninkrijk (5) Sovjet-Unie (4) | Hongarije (3) Italië (3) Japan (3) Nederland (2) | Zweden (2) Zwitserland (2) Noorwegen (1) Polen (1) |

## Medailleverdeling
Bij de mannen werd Donald McPherson de achttiende wereldkampioen en de tweede Canadees die de wereldtitel bij de mannen behaalde. Hij was de directe opvolger van zijn landgenoot Donald Jackson. Het was zijn eerste eremetaal. De Fransman Alain Calmat veroverde zijn derde medaille, in 1960 en 1962 werd hij derde en dit jaar tweede. De Duitser Manfred Schnelldorfer op plaats drie veroverde ook zijn eerste medaille. Het was ook de eerste naoorlogse medaille voor (West-)Duitsland bij de mannen.
Bij de vrouwen prolongeerde Sjoukje Dijkstra de wereldtitel. Zij veroverde daarmee haar vierde WK medaille, in 1959 werd ze derde en in 1960 tweede. Regine Heitzer behaalde haar tweede medaille, in 1962 werd ze derde, dit jaar tweede. Nicole Hassler eindigde op de derde plaats, ze werd daarmee de tweede Française die een medaille veroverde, Jacqueline du Bief, in 1951 (2e) en 1952 (1e), ging haar voor.
Bij de paren werden Marika Kilius / Hans-Jürgen Bäumler het 20e paar dat de wereldtitel veroverde. Ze stonden als paar voor de derde keer op het podium. Na hun tweede plaats in 1959 en derde plaats in 1960 werden ze dit jaar wereldkampioen. Marika Kilius werd met Franz Ningel in 1956 derde en in 1957 tweede. Het Sovjet-paar Ljudmila Belousova / Oleg Protopopov veroverden net als in 1962 de tweede positie, het was ook hun tweede medaille. Hun landgenoten en debuterend paar Tatjana Zjoek / Alexandr Gavrilov namen de derde positie in.
Bij het ijsdansen prolongeerde het paar Eva Romanová / Pavel Roman de wereldtitel. De paren Linda Shearman / Michael Phillips (tweede) en Paulette Doan / Kenneth Ormsby (derde) stonden beide voor het eerst op het podium.
| Discipline | Goud                                | Zilver                                | Brons                             |
| ---------- | ----------------------------------- | ------------------------------------- | --------------------------------- |
| Mannen     | Donald McPherson                    | Alain Calmat                          | Manfred Schnelldorfer             |
| Vrouwen    | Sjoukje Dijkstra                    | Regine Heitzer                        | Nicole Hassler                    |
| Paren      | Marika Kilius / Hans-Jürgen Bäumler | Ljoedmila Belousova / Oleg Protopopov | Tatjana Zjoek / Alexandr Gavrilov |
| IJsdansen  | Eva Romanová / Pavel Roman          | Linda Shearman / Michael Phillips     | Paulette Doan / Kenneth Ormsby    |

## Uitslagen
pc = plaatsingcijfer
| #      | naam                      | land                              | pc  |
| ------ | ------------------------- | --------------------------------- | --- |
| Goud   | Donald McPherson (3)      | Vlag van Canada 1921-1957         | 18  |
| Zilver | Alain Calmat (9)          | Vlag van Frankrijk                | 22  |
| Brons  | Manfred Schnelldorfer (6) | Vlag van Bondsrepubliek Duitsland | 22  |
| 4      | Karol Divín (6)           | Vlag van Tsjecho-Slowakije        | 34  |
| 5      | Scott Allen (2)           | Vlag van Verenigde Staten         | 40  |
| 6      | Peter Jonas (4)           | Vlag van Oostenrijk               | 59  |
| 7      | Sepp Schönmetzler (2)     | Vlag van Bondsrepubliek Duitsland | 71  |
| 8      | Donald Knight             | Vlag van Canada 1921-1957         | 79  |
| 9      | Emmerich Danzer (2)       | Vlag van Oostenrijk               | 80  |
| 10     | Nobuo Sato (3)            | Vlag van Japan                    | 88  |
| 11     | Monty Hoyt (2)            | Vlag van Verenigde Staten         | 83  |
| 12     | Robert Dureville (2)      | Vlag van Frankrijk                | 117 |
| 13     | Hugo Dumler               | Vlag van Bondsrepubliek Duitsland | 122 |
| 14     | Jeno Ebert                | Vlag van Hongarije                | 130 |
| 15     | Bill Neale                | Vlag van Canada 1921-1957         | 136 |
| 16     | Valeri Meskov (2)         | Vlag van Sovjet-Unie              | 145 |
| 17     | Giordano Abbondati        | Vlag van Italië                   | 144 |
| 18     | Malcolm Cannon            | Vlag van Verenigd Koninkrijk      | 159 |
| 19     | Wouter Toledo             | Vlag van Nederland                | 161 |

| #      | naam                          | land                              | pc  |
| ------ | ----------------------------- | --------------------------------- | --- |
| Goud   | Sjoukje Dijkstra (8)          | Vlag van Nederland                | 9   |
| Zilver | Regine Heitzer (5)            | Vlag van Oostenrijk               | 22  |
| Brons  | Nicole Hassler (4)            | Vlag van Frankrijk                | 30  |
| 4      | Wendy Griner (3)              | Vlag van Canada 1921-1957         | 36  |
| 5      | Petra Burka (2)               | Vlag van Canada 1921-1957         | 39  |
| 6      | Miwa Fukuhara (3)             | Vlag van Japan                    | 68  |
| 7      | Inge Paul                     | Vlag van Bondsrepubliek Duitsland | 75  |
| 8      | Jana Mrazkova (3)             | Vlag van Tsjecho-Slowakije        | 73  |
| 9      | Helli Sengtschmid (2)         | Vlag van Oostenrijk               | 73  |
| 10     | Lorraine Hanlon (2)           | Vlag van Verenigde Staten         | 89  |
| 11     | Diana Carol Clifton-Peach (3) | Vlag van Verenigd Koninkrijk      | 97  |
| 12     | Ingrid Ostler                 | Vlag van Oostenrijk               | 110 |
| 13     | Karen Howland                 | Vlag van Verenigde Staten         | 130 |
| 14     | Franzi Schmidt (3)            | Vlag van Zwitserland              | 128 |
| 15     | Eva Grozajova (2)             | Vlag van Tsjecho-Slowakije        | 138 |
| 16     | Ann Margreth Frei (2)         | Vlag van Zweden                   | 140 |
| 17     | Junko Ueno (3)                | Vlag van Japan                    | 147 |
| 18     | Sandra Brugnera (2)           | Vlag van Italië                   | 161 |
| 19     | Christine Haigler             | Vlag van Verenigde Staten         | 167 |
| 20     | Shirra Kenworthy (2)          | Vlag van Canada 1921-1957         | 160 |
| 21     | Zsuzsanna Szentmiklosi        | Vlag van Hongarije                | 191 |
| 22     | Anne Dehle (2)                | Vlag van Noorwegen                | 198 |
| 23     | Tatjana Nemcova (2)           | Vlag van Sovjet-Unie              | 204 |
| 24     | Elzbieta Koscik               | Vlag van Polen (1928-1980)        | 215 |

| #      | naam                                             | land                              | pc   |
| ------ | ------------------------------------------------ | --------------------------------- | ---- |
| Goud   | Marika Kilius (7) Hans-Jürgen Bäumler (5)        | Vlag van Bondsrepubliek Duitsland | 9    |
| Zilver | Ljudmila Belousova (4) Oleg Protopopov (4)       | Vlag van Sovjet-Unie              | 20   |
| Brons  | Tatjana Zjoek Alexandr Gavrilov                  | Vlag van Sovjet-Unie              | 31   |
| 4      | Gertrude Desjardins (2) Maurice Lafrance (2)     | Vlag van Canada 1921-1957         | 31.5 |
| 5      | Milada Kubíková (2) Jaroslav Votruba (2)         | Vlag van Tsjecho-Slowakije        | 51.5 |
| 6      | Gerda Johner (2) Rüdi Johner (2)                 | Vlag van Zwitserland              | 58.5 |
| 7      | Judianne Fotheringill (2) Jerry Fotheringill (2) | Vlag van Verenigde Staten         | 64   |
| 8      | Vivian Joseph Ronald Joseph                      | Vlag van Verenigde Staten         | 66.5 |
| 9      | Patty Gustafson Pieter Kollen (2)                | Vlag van Verenigde Staten         | 84   |
| 10     | Sonja Pfersdorf Gunther Matzdorf                 | Vlag van Bondsrepubliek Duitsland | 84   |
| 11     | Linda Ward Neil Carpenter                        | Vlag van Canada 1921-1957         | 95   |
| 12     | Gunilla Lindberg Gunnar de Sharengrad            | Vlag van Zweden                   | 107  |

| #      | naam                                                     | land                              | pc  |
| ------ | -------------------------------------------------------- | --------------------------------- | --- |
| Goud   | Eva Romanová (2) Pavel Roman (2)                         | Vlag van Tsjecho-Slowakije        | 14  |
| Zilver | Linda Shearman (2) Michael Phillips (2)                  | Vlag van Verenigd Koninkrijk      | 15  |
| Brons  | Paulette Doan (2) Kenneth Ormsby (2)                     | Vlag van Canada 1921-1957         | 26  |
| 4      | Janet Sawbridge David Hickinbottom                       | Vlag van Verenigd Koninkrijk      | 36  |
| 5      | Donna Mitchell (2) John Mitchell (2)                     | Vlag van Canada 1921-1957         | 47  |
| 6      | Mary Parry (2) Roy Mason (2)                             | Vlag van Verenigd Koninkrijk      | 62  |
| 7      | Sally Schantz Stanley Urban                              | Vlag van Verenigde Staten         | 66  |
| 8      | Lorna Dyer John Carrell                                  | Vlag van Verenigde Staten         | 71  |
| 9      | Gyorgyi Korda (2) Pal Vasarhelyi (2)                     | Vlag van Hongarije                | 82  |
| 10     | Carole Forrest Kevin Lethbridge                          | Vlag van Canada 1921-1957         | 93  |
| 11     | Marlise Fornachon (2) Charly Pichard (2)                 | Vlag van Zwitserland              | 96  |
| 12     | Armelle Flichy (2) Pierre Brun (2)                       | Vlag van Frankrijk                | 120 |
| 13     | Helga Burghardt (2) Hannes Burghardt (2)                 | Vlag van Bondsrepubliek Duitsland | 116 |
| 14     | Jitka Babicka Jaromir Hollan                             | Vlag van Tsjecho-Slowakije        | 117 |
| 15     | Christi Trebesiner (2) Gerald Felsinger (2)              | Vlag van Oostenrijk               | 132 |
| 16     | Ghislaine Houdas Francis Gamichon                        | Vlag van Frankrijk                | 141 |
| 17     | Yvonne Littlefield (3) Peter Betts (2)                   | Vlag van Verenigde Staten         | 152 |
| 18     | Maria Grazia Toncelli-Locatelli (3) Vinicio Toncelli (3) | Vlag van Italië                   | 153 |

Medaillewinnaars

Mannen · 
Vrouwen ·
Paren · 
IJsdansen

 Toernooi

1896 · 
1897 · 
1898 · 
1899 · 
1900 · 
1901 · 
1902 · 
1903 · 
1904 · 
1905 · 
1906 · 
1907 · 
1908 · 
1909 · 
1910 · 
1911 · 
1912 · 
1913 · 
1914 · 
1915-1921 · 
1922 · 
1923 · 
1924 · 
1925 · 
1926 · 
1927 · 
1928 · 
1929 · 
1930 · 
1931 · 
1932 · 
1933 · 
1934 · 
1935 · 
1936 · 
1937 · 
1938 · 
1939 ·
1940-1946 · 
1947 · 
1948 · 
1949 · 
1950 · 
1951 · 
1952 · 
1953 · 
1954 · 
1955 · 
1956 · 
1957 · 
1958 · 
1959 · 
1960 · 
1961 · 
1962 · 
1963 · 
1964 · 
1965 · 
1966 · 
1967 · 
1968 · 
1969 · 
1970 · 
1971 · 
1972 · 
1973 · 
1974 · 
1975 · 
1976 · 
1977 · 
1978 · 
1979 · 
1980 · 
1981 · 
1982 · 
1983 · 
1984 · 
1985 · 
1986 · 
1987 · 
1988 · 
1989 · 
1990 · 
1991 · 
1992 · 
1993 · 
1994 · 
1995 ·
1996 · 
1997 · 
1998 · 
1999 · 
2000 · 
2001 · 
2002 · 
2003 · 
2004 · 
2005 · 
2006 ·
2007 ·
2008 ·
2009 ·
2010 ·
2011 ·
2012 ·
2013 ·
2014 ·
2015 ·
2016 ·
2017 ·
2018 ·
2019 · 
2020 · 
2021 ·
2022 ·
2023 ·
2024

 ISU-kampioenschappen

WK kunstschaatsen junioren ·
EK kunstschaatsen ·
Viercontinentenkampioenschap ·
Olympische Spelen